# Rolf R. Bigler
Rolf Robert Bigler (* 18. Januar 1930 in Zürich; † 6. September 1978 in Wien) war ein Schweizer Journalist und Buchautor.

## Leben
Bigler wuchs in Zürich auf. Sein Vater Robert Bigler war ein hoher Kavallerieoffizier. Seine Mutter Paula Bigler-Daetwiler engagierte sich im Flüchtlingshilfswerk «Kreuzritter» von Gertrud Kurz und beherbergte im Geheimen hauptsächlich jüdische Emigranten aus Deutschland, unter ihnen viele Intellektuelle und Künstler wie den Comedian-Harmonists-Tenor Harry Frommermann. Bigler studierte Soziologie und Geschichtswissenschaft an der Universität Zürich, in London, Paris und an der Universität zu Köln, wo er mit einer Arbeit über den Anarchismus in der Romandie promovierte. Er leitete daraufhin verschiedene Baufirmen. Daneben galt sein Interesse seit Ende der 1950er Jahre der Militärsoziologie; im Besonderen ist er als Autor verschiedener Werke zur schweizerischen Armeereform und der damit verbundenen Frage einer Aufrüstung der Schweizer Armee mit Kernwaffen hervorgetreten.
1964 wurde Bigler Chefredaktor der Weltwoche, die unter seiner Leitung expandierte. 1967 wurde er wegen seiner (zeitweiligen) Ständerats-Kandidatur beurlaubt und wechselte als Chefredaktor zur Zürcher Woche. 1969 gründete er das zunächst als Konkurrenz zur Weltwoche gedachte (und von dieser 1972 übernommene) Sonntags-Journal ; als Mitherausgeber (bzw. Geldgeber) konnte er Friedrich Dürrenmatt, Markus Kutter und Jean Rudolf von Salis gewinnen.
Bigler war von 1968 bis zu seinem (von einem Herzinfarkt, dem zweiten nach 1972, verursachten) Tod in zweiter Ehe mit der Schauspielerin Christiane Hörbiger verheiratet; aus der Ehe ging Sohn Sascha Bigler hervor.

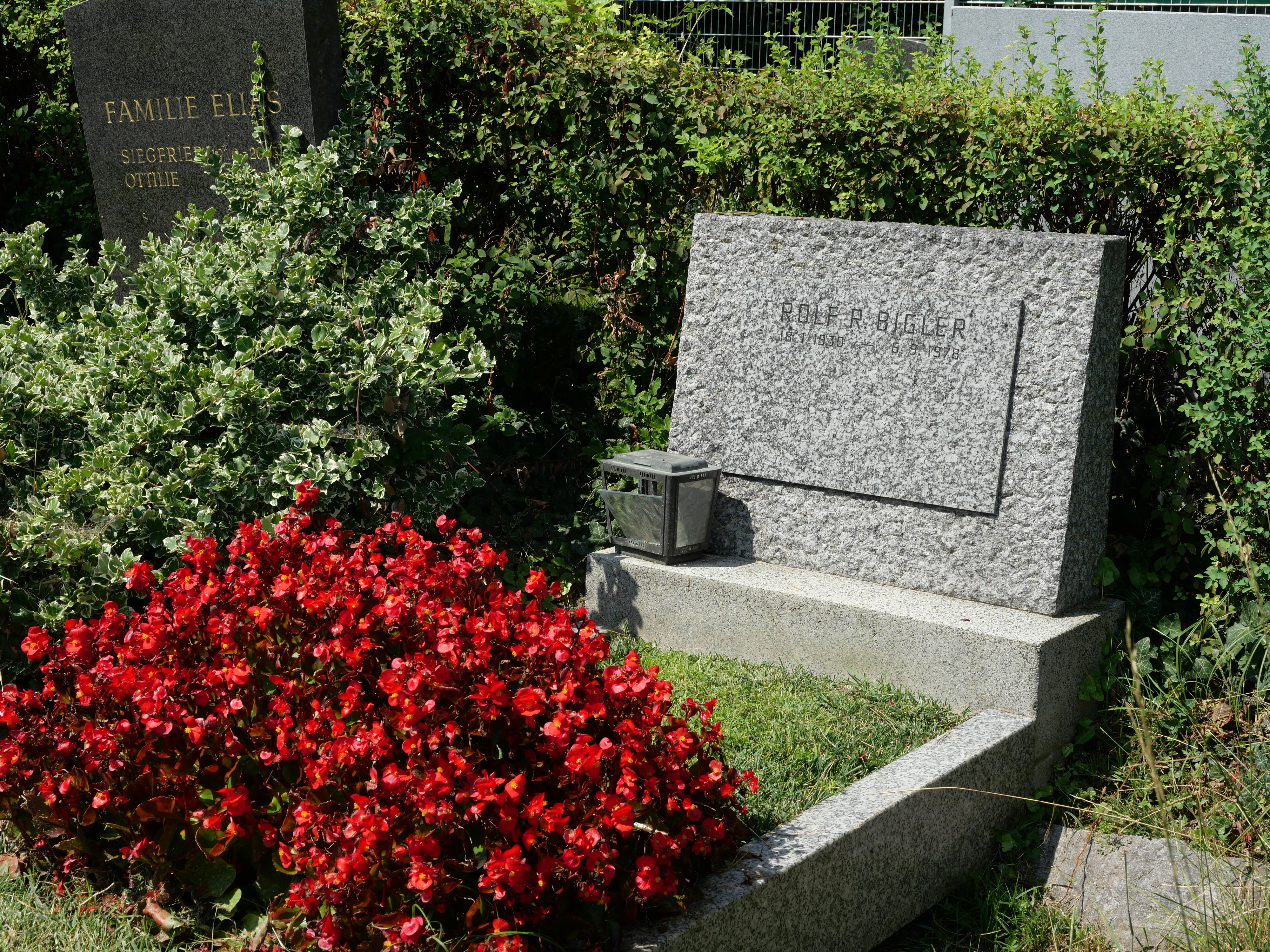
Grabstätte von Rolf R. Bigler

Seine letzte Ruhe fand er auf dem Grinzinger Friedhof (38-5-14) in Wien.

## Werke
- Der libertäre Sozialismus in der Westschweiz. Ein Beitrag zur Entwicklungsgeschichte und Deutung des Anarchismus (= Beiträge zur Soziologie und Sozialphilosophie. Band 11, ZDB-ID 505910-0). Kiepenheuer & Witsch, Köln 1963 (zugleich Dissertation, Universität Köln, Köln 1960).
- Der einsame Soldat. Eine soziologische Deutung der militärischen Organisation. Huber, Frauenfeld 1963.
- Möglichkeiten und Grenzen der Psychologischen Rüstung. Vortrag, gehalten an dem Mentorenabend in München-Nymphenburg am 25. November 1964. Themen, Band 8, ZDB-ID 242890-8. Carl Friedrich von Siemens Stiftung, München 1964.
- Enteignet Deutschland! Der Bankrott des Marxismus oder der Aufstand der Studenten. Molden, Wien 1968.
- Literatur im Abonnement. Die Arbeit der Buchgemeinschaften in der Bundesrepublik Deutschland. Mohn, Gütersloh 1975.
- Zeitgenossen. Begegnungen und Porträts eines großen Journalisten. Hrsg. von Christiane Bigler-Hörbiger. Knaur, Band 687, ZDB-ID 969893-0. Droemer-Knaur, München 1980, ISBN 3-426-00678-2.